# Pagoda Mya Tha Lun
La pagoda Mya Tha Lun (in birmano မြသလွန်ဘုရား, Mya Tha Lun Paya) o Maythalun è una pagoda buddista (stupa) che rappresenta il tempio principale della città di Magway, in Birmania, sulle sponde del fiume Irrawaddy. Si trova 2 km a nord dell'Ayeryarwady Bridge, in posizione collinare sopraelevata.

## Aspetto
È uno stupa dorato.

## Storia
Secondo una leggenda, la pagoda fu originariamente fatta costruire da un uomo ricco di nome U Baw Gyaw e da sua moglie. Fu elevata dalla sua altezza originaria di 16.9 metri fino a 27 metri dal re Saw Lu (1077-1084) di Bagan. La pagoda subì un intenso terremoto nel 1847 e fu ricostruita dal sindaco di Magway (Min Din Min Hla Kyaw Gaung) fino all'attuale altezza di circa 32 metri nel 1929.
Nel XXI secolo ospita ancora ricorrenze buddiste che attirano migliaia di fedeli.